# Толстой, Феофил Матвеевич
Феофил (Теофил) Матве́евич Толсто́й (1809 или 1810, Санкт-Петербург — 1881, Санкт-Петербург) — русский музыкальный критик, композитор и писатель из рода Толстых. Выступал в печати под псевдонимом Ростислав (рости слава).

## Биография
Родился в Санкт-Петербурге в 1809 году (Петербургский некрополь указывает дату 6 (18) июня 1810 года) — сын сенатора Матвея Фёдоровича Толстого (1772—1815) от его брака с Прасковьей Михайловной (1777—1844), дочерью полководца М. И. Кутузова. Брат Павла, Николая, Ивана Толстых.
В 1827 году окончил Пажеский корпус с чином 14-го класса. С 30 апреля 1828 года по 24 апреля 1832 года чиновник ведомства Государственного контроля. 3 декабря 1836 года назначен старшим помощником столоначальника канцелярии московского военного генерал-губернатора, 23 сентября 1841 года переведён в канцелярию смоленского, витебского и могилёвского генерал-губернатора; 25 мая 1843 года пожалован в звание камер-юнкера.
5 декабря 1843 года переведён на службу в Военное министерство, где занимался вопросами, связанными с провиантской (позже — интендантской) частью; с 11 апреля 1848 года чиновник особых поручений при военном министре, с 15 апреля 1856 года одновременно заседающий с правом голоса в Провиантском департаменте Военного министерства (позже, с 1858 года, член общего присутствия того же департамента). 17 апреля 1860 года пожалован в звание камергера и 23 апреля следующего года произведён в действительные статские советники.
После преобразования Военного министерства в ходе реформ Д. А. Милютина с 13 октября 1864 года состоял членом временного общего присутствия Главного интендантского управления, но 30 августа 1865 года был отчислен от этой должности, как и от должности чиновника особых поручений, и назначен членом Совета Главного управления по делам печати; ровно год спустя произведён в тайные советники и в том же году пожалован в гофмейстеры.
26 ноября 1871 года был уволен от должности члена Совета Главного управления по делам печати и назначен состоять по Военному министерству, не неся определённых служебных обязанностей; оставался в этом качестве на службе вплоть до своей смерти. Умер 20 февраля (4 марта) 1881 года. Был похоронен на Никольском кладбище Александро-Невской лавры; могила считается утраченной.

## Музыкальная и литературная деятельность
Сочинил свыше двухсот романсов. Брал уроки пения у Рубини, совершенствовался в Италии. На итальянское либретто написал оперу «Birichino di Parigi», поставленную в Неаполе в 1832 году и в Петербурге в 1835 году. Опера «Доктор в хлопотах» была поставлена в 1851 году.
Вследствие слабого успеха опер Фиф, как его называли друзья, оставил композиторскую карьеру и посвятил себя критической деятельности. С 1850 года стал принимать участие в таких изданиях, как «Северная пчела», «Голос», «Московские ведомости», «Journal de St. Petersbourg». Как указывал П. С. Усов: 

Статьи его приобрели в то время обширный круг читателей. Одним из главных недостатков их автора было его крайнее самолюбие и щепетильная обидчивость. Эти два качества по временам не только затрудняли сношения с ним по редакции и по общей журнальной работе, но и отражались в его статьях, почти всегда добросовестно обработанных.
Опубликовал разборы опер «Жизнь за царя» (1854), «Рогнеда» (1870), «Юдифь» (1871), «Вражья сила» (1871). Пропагандировал творчество Глинки, Даргомыжского и Серова.
В 1852 году он поместил в «Современнике» светскую повесть «Капитан Тольди». В 1859 году в «Русском вестнике» появился роман Ф. М. Толстого «Болезни воли». Состоял в переписке с Н. А. Некрасовым, Ф. М. Достоевским, И. А. Гончаровым. Граф А. К. Толстой адресовал ему два шутливых послания, начинающиеся строками:
Вкусив елей твоих страниц

И убедившися в их силе,

Перед тобой паду я ниц,

О Феофиле, Феофиле!

## Музыкальные произведения
Романсы
- «Я вас любил»
- «Кисейный рукав»

Оперы
- «Доктор в хлопотах» (1835, постановка 1851)
- «Парижский мальчишка»

## Награды
- Орден Святой Анны 2-й степени с императорской короной (3 февраля 1855)
- Орден Святого Станислава 2-й степени с императорской короной (17 апреля 1857)
- Орден Святого Владимира 3-й степени (12 апреля 1859)
- Орден Святого Станислава 1-й ст. (17 апреля 1863)
- Орден Святой Анны 1-й ст. (30 августа 1868)
- Орден Святого Владимира 2-й ст. (1 января 1871)

## Семья
Жена (с 17 апреля 1838 года) — Александра Дмитриевна Давыдова (1815—1884), дочь Дмитрия Александровича Давыдова от брака с княжной Елизаветой Алексеевной Шаховской. По словам М. Д. Бутурлина, «Гименей свел их в Москве на любительских подмостках в ролях Фигаро и Розины». Выйдя замуж, Александра Дмитриевна бросила петь при полном ещё обладании своего обширного и хорошо поставленного голоса. Была она барыня веселая и «быстроглазая». Будучи весьма общительна, предпочитала мужскую компанию женской, и в ней готова была просиживать до утра. В её петербургском салоне часто бывали граф  Г. А. Строганов, граф Крейц и П. Альбединский. В браке имела сына Александра (1839—1910; гофмейстер и обер-гофмаршал).